# Чорноок

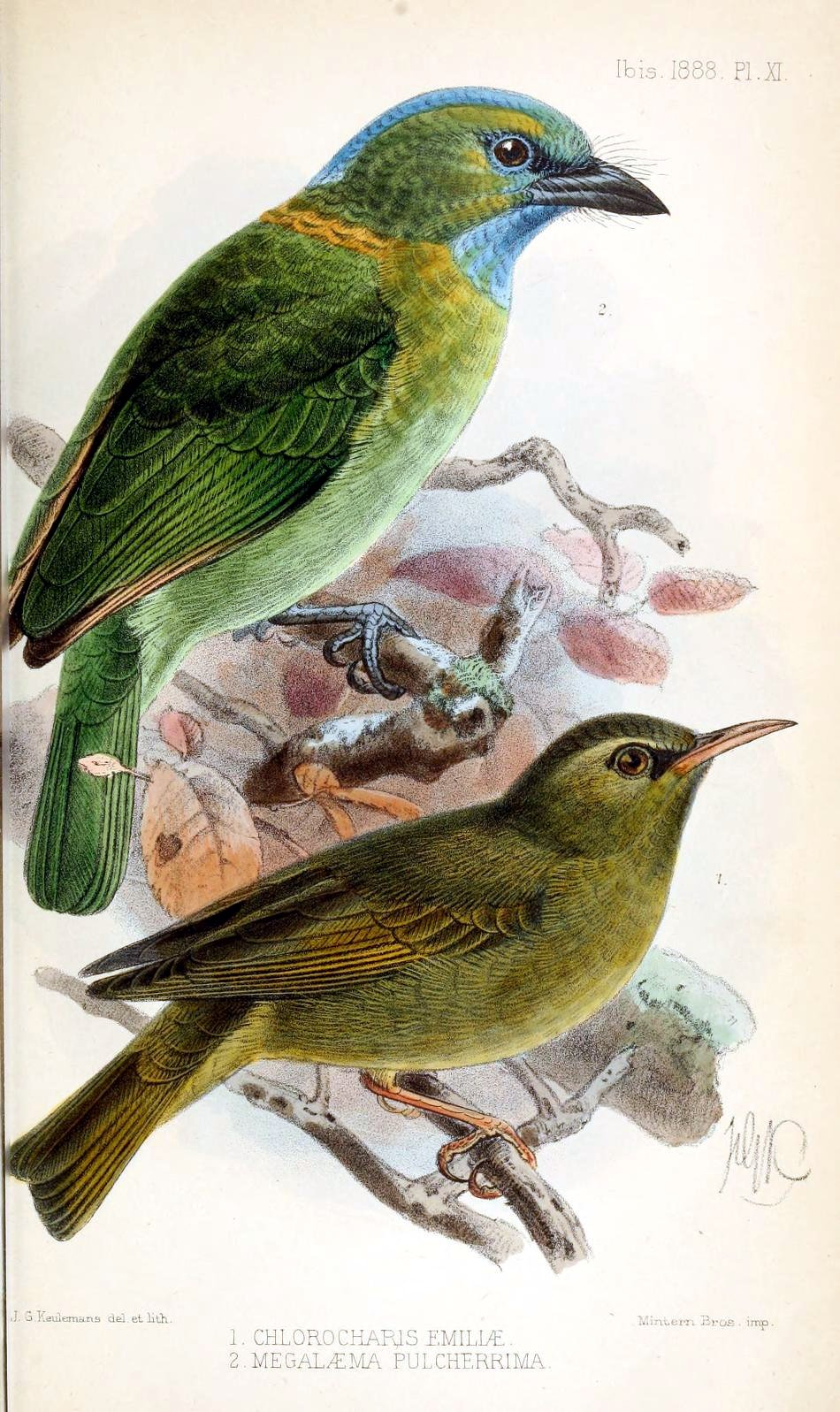
Чорноок (знизу)

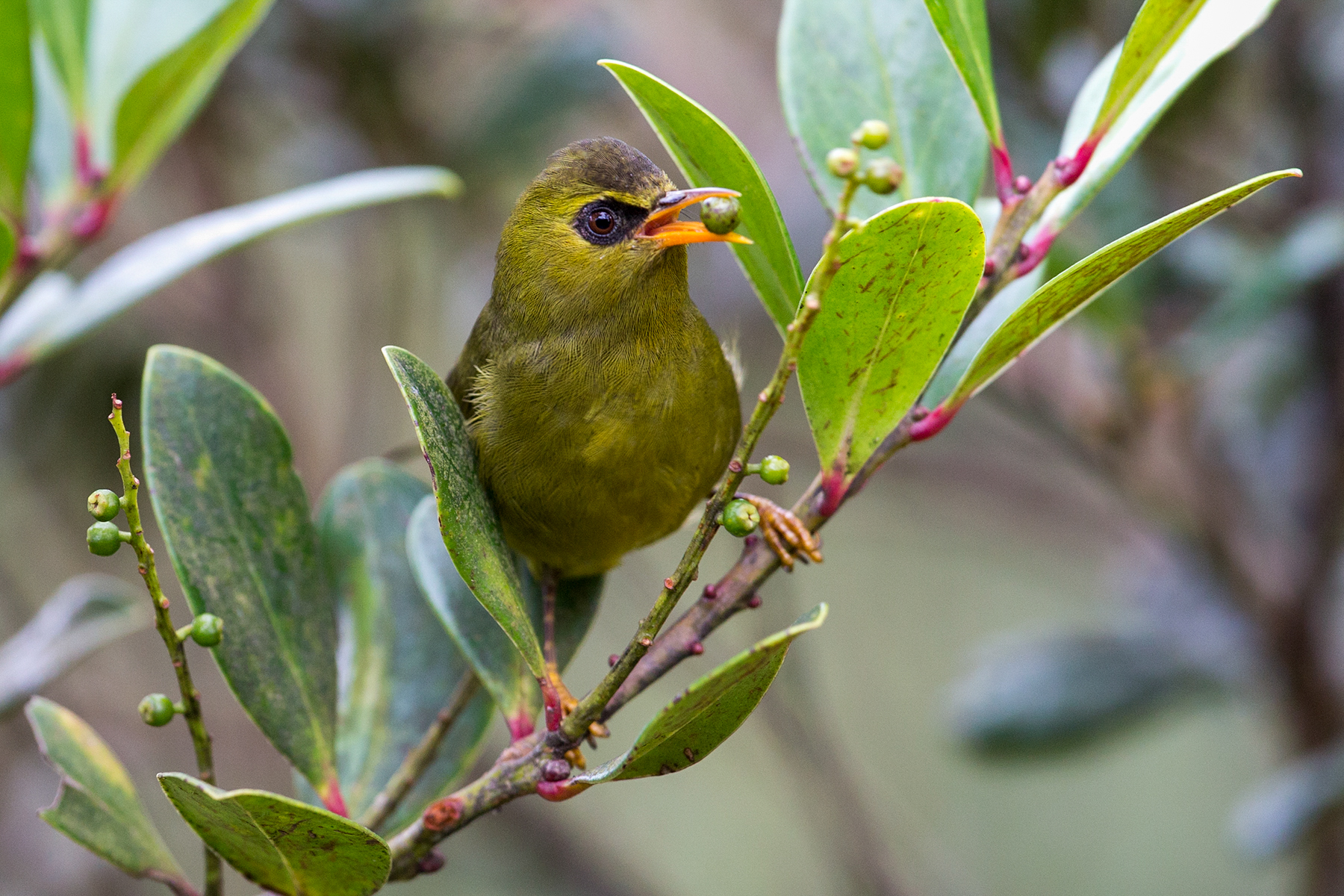
Чорноок

Чорноок (Zosterops emiliae) — вид горобцеподібних птахів родини окулярникових (Zosteropidae). Ендемік Калімантану. Вид названий на честь Емілі Хозе, дружини англійського колекціонера і зоолога Чарлза Хозе.

## Опис
Довжина птаха становить 11-14 см, вага 13,9 г. Порівняно з іншими окулярниками, чорноок має більші розміри і довший хвіст. Дорослі птахи номінативного підвиду мають темно-оливково-зелену голову і верхню частину тіла, тім'я у них дещо темніше. Нижня частина тіла світло-оливково-зелена з жовтуватим відтінком, особливо на животі. Навколо очей чорні плями, які утворюють маскоподібний візерунок на обличчі. Очі карі, дзьоб зверху чорний, знизу оранжевий, лапи темно-жовтувато-коричневі або чорні, ступні жовті. виду не притаманний статевий диморфізм. Молоді птахи схожі на дорослих, однак мають темніший дзьоб. Представники північних підвидів більші, темніші і довгохвостіші, ніж представники південних підвидів.

## Таксономія
Чорноок був описаний Річардом Боудлером Шарпом в 1888 році за зразком з гори Кінабалу. Новий вид отримав назву Chlorocharis emiliae і був поміщений в окремий онотиповий рід Чорноок (Chlorocharis). За результатами молекулярно-генетичних досліджень він був переведений до роду Окулярник (Zosterops).

### Підвиди
Виділяють чотири підвиди:
- Z. e. emiliae (Sharpe, 1888) — гори Кінабалу і Тамбуюкон[en];
- Z. e. trinitae (Harrisson, 1957) — гора Трус-Маді[en];
- Z. e. fusciceps (Mees, 1954) — південь гірського хребта Крокер[en], гори Мага;
- Z. e. moultoni (Chasen & Kloss, 1927) — центральний і західний Саравак.

## Поширення і екологія
Чорнооки живуть в гірських тропічних лісах Калімантану, на висоті від 1550 до 4200 м над рівнем моря.

## Поведінка
Чорнооки харчуються комахами, дрібними плодами, нектаром  і пилком рослин Eugenia, Schima, Elaeocarpus і Rhododendron. Живуть невеликими зграями, шукають їжу як на землі. так і в кронах дерев. Вони є важливими запилювачами для низки рослин, зокрема для Rhododendron buxifolium, Rhododendron ericoides, Rhododendron acuminatum і Nepenthes lowii.
Чорнооки гніздяться з лютого по вересень. Гніздо чашоподібне, робиться з корінців і сухої трави, розміщується на лептоспермумі на висоті від 1 до 8 м над землею. В кладці 1 яйце, пташенята покриваються пір'ям на 14-15 день.

## Збереження
МСОП класифікує цей вид як такий, що не потребує особливих заходів зі збереження. Чорнооки живуть в Національному парку Кінабалу і Національному парку Крокерського хребта.